# Wojciech Dzwolak
Wojciech Dzwolak (ur. 1972) – polski chemik, profesor Uniwersytetu Warszawskiego.

## Życiorys
W okresie szkolnym był stypendystą Krajowego Funduszu na rzecz Dzieci, w późniejszych zaś latach tutorem na zajęciach Funduszu.
W 1996 ukończył z wyróżnieniem studia chemiczne na Uniwersytecie Warszawskim, broniąc w Pracowni Teoretycznych Podstaw Chemii Analitycznej pracę magisterską napisaną pod kierunkiem Stanisława Głąba. Następnie rozpoczął studia doktoranckie na Uniwersytecie Ritsumeikan w Kioto, zajmując się termodynamiką przemian strukturalnych białek. W 2000 doktoryzował się tamże, przedstawiając napisaną pod kieronkiem Yoshihiro Taniguchiego rozprawę FT IR Studies on the Influence of Pressure and Temperature on the Bovine Alfa-Lactalbumin : the Stabilising role of the Calcium Ion. W 2008 habilitował się na UW na podstawie dorobku naukowego, w tym dzieła Badania fizykochemiczne mechanizmów agregacji polilizyny i insuliny. W 2018 otrzymał tytuł profesora nauk chemicznych.
Specjalizuje się w biofizyce, chemii fizycznej białek, problematyce kontroli termodynamicznej samoorganizujących się nienatywnych struktur biopolimerowych. Laureat m.in. Nagrody Wydziału III PAN (2008).
Pracował w Instytucie Wysokich Ciśnień Polskiej Akademii Nauk. Obecnie (2023) zawodowo związany z Wydziałem Chemii UW, gdzie objął kierownictwo Laboratorium Chemii Biofizycznej. Promotor sześciu doktoratów (stan na 2022).